# Burgella flavoparmeliae
Burgella flavoparmeliae é uma espécie de fungo pertencente à família Clavulinaceae.